# 女系家族 (ゲーム)
『女系家族』（じょけいかぞく）は、シルキーズのアダルトゲームシリーズである。
どの作品も、主人公が主に美女や美少女で占められた名家の資産やヒロインの奪取を狙って豪邸へ乗り込み、清濁の思惑を持つ家人たちと交流した末に様々なエンディングを迎えるという展開を、物語の根幹としている。また、ダウンロード版はDMM.com独占販売となっている。
なお、山崎豊子の小説『女系家族』（にょけいかぞく）とは展開や要素が一部似通っているが、無関係である。

## 女系家族
シリーズ第1作。パッケージ版が2002年10月25日に発売された。
ゲームシステムは一般的なコマンド選択によってシナリオが分岐するアドベンチャーであるが、「総イベントの9割を埋め尽くす」と謳われているセックスシーンではヒロインの身体をマウスカーソルでクリックして反応を楽しめる演出が搭載されている。
キャラクターデザイン・原画には、2001年の『flutter of birds 〜鳥達の羽ばたき〜』をはじめシルキーズ作品にも参加するようになっていた竹井正樹が起用された。
ダウンロード版ではモザイク処理が見直され、パッケージ版より緩和されたモザイク処理「ミクロモザイク」が施されている。

### あらすじ
大都会の中に広大な敷地を構え、莫大な資産を持つ山王時家。そこへ足を踏み入れた秋二の手には、1通の文書が握られていた。それはかつてここへ婿養子に入るもその重圧から自殺を図り、意識不明となった兄の遺書である。しかし、秋二は兄の遺産だけでなく山王時グループの全資産、そして現会長の美雪をはじめ山王時家の女性たちの身体も奪取しようと、邪な野望に燃えていた。

### 登場人物
森上 秋二
主人公。
兄の噤の遺書を手に、山王時家の資産とヒロインたちを狙う。
基本的には噤と違って非情な性格だが、お人好しだった彼に似て非情に徹しきれないところもある。
山王時 美雪（さんのうじ みゆき）
声 - 彩世ゆう
山王時家の未亡人にして山王時グループの現会長。
山王時グループを率いていた夫の後妻となるも彼に先立たれたうえ、夫の秘書から上り詰めた身であるため、恭子とは仲が悪い。前夫との実娘である香織を利用し、秋二を篭絡しようと画策する。
山王時 恭子（さんのうじ きょうこ）
声 - 萌木唯
山王時家の長女にして噤の妻。
育ちの良さから高慢となった性格で婿養子の噤を自殺へ追い込んだ身であり、彼の遺産を狙う目的からも、継母の美雪や義弟の秋二の存在を非常に疎ましく思っている。
山王時 香織（さんのうじ かおり）
声 - 楠鈴音
山王時家の次女。美雪の前夫の実娘。
美雪や恭子とは違い、ごく普通の性格。それゆえに山王時家での暮らしには馴染めていないが、噤のことは気に掛けており、時折病院へ見舞いに訪れている。
山王時 麗（さんのうじ うらら）
声 - 桜井みき
山王時家の三女。
香織以上にまだ幼く汚れを知らない性格。秋二の存在もすぐに受け入れるが、それゆえに痴態を晒させられることとなる。
野崎 宗介（のざき しゅうすけ）
声 - 一条和矢
弁護士。
柔和な言動に反して鋭利な眼力を持つ。祖父の代から山王時の顧問を務める家系であり、秋二の協力者となる。

### 小説版
アダルトゲーム版と同タイトルで、2003年7月15日にソフガレノベルズから発売された。著者は深町薫、カバー絵は竹井正樹。ISBN 4921068992

## 女系家族 〜淫謀〜
シリーズ第2作。読みは「じょけいかぞく いんぼう」。パッケージ版が2005年4月28日に発売されたが、不適切なCGが混入していたために回収された後、修正版が同年7月8日に新たなパッケージ画と共に発売された。
ゲームシステムは一般的なコマンド選択ではなく、テキスト内に赤く表示されるキーワードをクリックするかしないかでシナリオが分岐する形式となっている。また、シナリオの分岐をCG付きのフローチャートで視覚的に確認できるようにもなっており、分岐点へ戻りやすくなっている。セックスシーンについては、前作と同様のクリック演出「悪戯モード」が搭載されている。
キャラクターデザイン・原画にはアアルの『コ・コ・ロ…』で知られる市川小紗が起用された。
ヒロインたち全員を攻略後には裏ルートが開放され、裏エンドへ到達できる。
2006年のアダルトアニメ版をはじめ、2008年から2009年にかけてオナホール・コンドーム・抱き枕カバーといった各種の関連商品が発売されるなど、2012年現在のシリーズ中で最も多方面へ展開された作品でもある。

### あらすじ（淫謀）
都会から離れているにもかかわらず、異様なほどの予算を注ぎ込まれた公共事業によって栄える田舎町。そこに建つ巨大タワーは、絶大な資産と権力を持つ政治家の有宮鴨茂と彼の一族の拠点であり、地元の人々は長年に渡って鴨茂を崇めながら暮らしてきた。しかしある日、そんな日々は鴨茂が急性心不全によって死亡したことで、終わりを告げる。鴨茂が資産の隠し場所を明かさず自らの後継者もまだ決めていなかったため、一族は混乱の中で彼の遺産と後釜への欲望に駆り立てられていく。一族ではないものの秘書見習いとして有宮家へ身を置いていた鹿取達也も、その例外ではなかった。

### 登場人物（淫謀）
声優名はゲーム / アダルトアニメ版での順。
鹿取 達也（かとり たつや）
声：浅野要二（OVAのみ）
主人公。
有宮家へ縁故から入った秘書見習いだったが、鴨茂の急死をきっかけとして欲望を露にし、有宮家の後釜と女性たちを狙う。
有宮 すみれ（ありみや すみれ）
声：海原エレナ / 花巻もこ
夫の鴨茂に先立たれた未亡人。
鴨茂の何人目かの後妻であるため年頃の娘たちを持つ身とは思えないほど優れた美貌を持ち、鴨茂を献身的に支えていたが、実は彼の第一秘書の恭二と愛人関係にある。
有宮 千里（ありみや ちさと）
声：三咲里奈 / 毬藻りの
有宮家の長女。
鴨茂のすみれ以前の後妻の連れ子。清楚な容姿に穏やかな口調で喋るが、過ぎた理性を秘めたそれが却って他人を寄せつけない態度となっている。
有宮 美宙（ありみや みそら）
声：風音 / 紫華すみれ
有宮家の次女。
鴨茂のすみれ以前の後妻の連れ子。千里と血のつながりは無い。自らの美貌や有宮の家を鼻に掛け、いつも派手な言動で金を浪費するなど、我侭な性格で振る舞っている。
表向きには千里と美宙は仲の良い姉妹として知られているが、実際はそんなことはない。
有宮 詩苑（ありみや しおん）
声：? / みる
有宮家の三女。比較的最近迎えられた養女。
千里や美宙とは違い、ごく普通の少女。しかし、養女に迎えられた理由とおとなしい性格が災いして姉たちからは厳しい目で見られている。
潮 恭二（うしお きょうじ）
声：? / 一条和矢
鴨茂の第一秘書。
学生時代はラグビー部に所属していた。自らの有能さからも、達也のことは良く思っていない。
湯原 祥子（ゆはら しょうこ）
声：風華 / 猫魅愛
有宮鴨茂の第二秘書。
秘書としては達也の良き先輩に当たり、眼鏡を掛けたキャリアウーマンである。
相馬 拓雄（そうま たくお）
声：? / 鬼沢雅維
有宮家の専任弁護士。
恭二とはラグビー部時代からの相棒。恭二に負けず劣らずの有能であり、有宮家の裏事情にも通じている。
河西 えみり（かさい えみり）
声：みる / 芹園みや
有宮家の新人メイド。
純朴な性格。業務にまだ慣れておらず、そそっかしい面を見せる。

### アダルトアニメ版
アダルトゲーム版と同タイトルで、milkyからDVD全2巻で発売された。
2016年現在ではダウンロード販売が各社で行われている。
各巻リスト
- 第一章：2006年8月25日発売
- 第二章：2006年10月25日発売
- THE BEST：2012年2月17日発売
  - 全2巻をDVD1枚に収録した廉価版。

スタッフ
- 原作：シルキーズ
- プロデューサー：村上幸太郎、下坂英男
- 監督：雷火剣
- 演出：北川正人
- 脚本：南茶亭まぐなむ
- 絵コンテ：咲坂守
- キャラクターデザイン・作画監督：松本卓也
- 音響効果：フィズサウンド
- 撮影：ファルコン
- 音響監督：中川達人
- 音響制作：AG-promotion
- 楽曲：SALAD
- アニメーション制作：ティーレックス
- 製作・発売：Milky
- 販売：株式会社GPミュージアムソフト

## 女系家族III 〜秘密HIMITSU卑蜜〜
シリーズ第3作。読みは「じょけいかぞくスリー ひみつ」。パッケージ版とダウンロード版が2012年11月22日に同時発売された。
本作では画面サイズがシルキーズ作品で初の1024×600へ拡大かつワイド化された他、シナリオは前作までの根幹を踏まえた不正な要素で占められた展開からやや正当な要素を増やした展開へ改められており、主人公の母と名家の当主の関係に焦点を当てた展開も盛り込まれている。また、製品版の本編とセックスシーンをダイジェスト形式でプレイできるWindows XP/Vista/7/8用のダイジェスト体験版とは別に、Android専用のダイジェスト体験版も用意されている。
ゲームシステムは前々作のような一般的なコマンド選択アドベンチャーとなっており、前作までのようなクリック演出も搭載されていない。
キャラクターデザイン・原画には前作に続いて市川小紗が起用された。
ダウンロード版は「美少女ゲーム 2012年 下半期 作品ランキング ベスト100」で第3位、「美少女ゲーム 2012年 年間 作品ランキング ベスト100」で第6位、「美少女ゲーム 2013年 上半期 作品ランキング ベスト100」で第9位をそれぞれ記録している。
2014年11月7日にはアダルトアニメ版が発売された。

### あらすじ（秘密HIMITSU卑蜜）
海浜地を見渡せる近海に浮かぶ、唐沢島。大富豪の唐沢喜一郎は、そこに一代で築き上げた城のような大豪邸で家人と共に暮らしていたが、富・名誉・女児に恵まれるも男児には恵まれないまま、ある日突然帰らぬ人となる。唐沢家に残ったのは、喜一郎の莫大な遺産と様々な美女たち…それを狙い、伊丹義隆が島外から戻ってきた。唐沢家4姉妹の長女、永遠の夫である義隆はかつて喜一郎の右腕でもあったことを理由に喜一郎の自室へ勝手に居座るが、橋詰大樹はそんな横暴な義隆へ表向きは従順なふりをしながら、心の中では静かな憎悪を燃やす。かつて大樹は義隆によって父を死へ追いやられており、現在では義隆の部下として働きながら、彼へ復讐する機会をうかがっていたのだ。そして、その機会はまもなく訪れようとしていた。

### 登場人物（秘密HIMITSU卑蜜）
本作では年齢や身体の数値が設定されており、バストについては100cmを超える者もいる。そのため、Getchu.comの「実りの秋は巨乳狩り!秋&冬の新作ゲーム 巨乳ランキング」で第8位を記録することとなった。
声優名はゲーム／アダルトアニメ版での順。
橋詰 大樹（はしづめ ともき）
声：挿田破魔矢（OVAのみ）
年齢：22歳 / 身長：173cm
主人公。
義隆の部下として働いているが、実は幼少期に父を義隆による過労から自殺で失っており、現在は従順そうに付き従う一方で彼へ復讐する機会をうかがっている。そういった経緯から慎重かつ非情なポーカーフェイスだが、それらに徹しきれない一面も持っている。また、昔から頭痛に悩まされている。
唐沢 永遠（からさわ とわ）
声：海原エレナ（アダルトゲーム版・アダルトアニメ版）
年齢：28歳 / 身長：169cm / バスト：92cm / 誕生日：3月8日
唐沢家の長女にして義隆の妻。
誰に対しても優しい言動で振る舞い、母の彩子の世話も自らだけで行う貞淑な人妻であるが、実は紫衣に次ぐ豊満な肉体に義隆から性的調教を受けており、絶対服従の立場となっている。
唐沢 紫衣（からさわ しえ）
声：佐藤遼佳／鈴音華月
年齢：23歳 / 身長：167cm / バスト：102cm / 誕生日：8月19日
唐沢家の次女。
4姉妹一の巨乳をはじめ豊満かつ扇情的な肉体に映える半透明の衣装など、男性の視線を惹きつけて止まない容姿と我侭な言動で、周囲を振り回す。実質上の当主代理として喜一郎の後継者になるべく、義隆と対立している。
唐沢 杏里（からさわ あんり）
声：柏本秋奈／萌々葉
年齢：22歳 / 身長：165cm / バスト：78cm / 誕生日：1月28日
唐沢家の三女にして喜一郎が愛人に産ませた娘の1人。綺羅の同母姉。
姉たちより細身の肉体に過去のとある出来事から記憶喪失を患っており、無表情で他人に思惑を掴ませないところもあるが、唐沢家の家事は進んで手伝っている。
唐沢 綺羅（からさわ きらら）
声：青井美海／柚凪
年齢：18歳 / 身長：152cm / バスト：83cm / 誕生日：6月14日
唐沢家の四女にして喜一郎が愛人に産ませた娘の1人。杏里の同母妹。
姉たちより小柄な肉体で杏里からほとんど離れなかったり大樹を「お兄ちゃん」と呼ぶなど、甘えん坊に振る舞っている。
なお、杏里と綺羅の実母の名は那美子とのこと。
山口 茉莉子（やまぐち まりこ）
声：有賀桃／小森詩
年齢：28歳 / 身長：168cm / バスト：91cm
唐沢家の他の全従業員が彩子によって解雇されたため、唯一のメイドとなった従業員。
4姉妹から信頼されており、紫衣とは特に親しくしているが、性格は眼鏡を掛けて凛とした容姿の通りであり、大樹には厳しく接している。
伊丹 義隆（いたみ よしたか）
声：蝦押丈／松下尚之
年齢：45歳 / 身長：186cm
喜一郎の元右腕。本姓は「唐沢」であり、「伊丹」は仕事のために用いる旧姓。
細身に見えて実は筋肉質な肉体に、悪辣な性格を併せ持つ。仕事で膨れ上がった借金を唐沢家の財産で帳消しにするべく、当主の座を巡って紫衣と対立している。
唐沢 喜一郎（からさわ きいちろう）
唐沢家の元当主にして故人。
黄金浜のリゾート化をきっかけに一代で莫大な富と名声を手にし、唐沢島へ城のような大豪邸を築き上げた大富豪であるが、男児に恵まれないまま急死した。
唐沢 彩子（からさわ さいこ）
声：緒田マリ／—
唐沢家の現当主。
実の娘である永遠と紫衣だけでなく、喜一郎が愛人に産ませた娘である杏里と綺羅も自らの娘として育て上げた。喜一郎の急死後は彼の代理を務めていたが、体調を崩して自室へ引きこもり、永遠以外とは顔を合わせないようになった。
ならず者たち
黒い欲望のままに黄金浜の近辺をうろつく者たち。警察を恐れないほど荒みきっている。

### アダルトアニメ版（秘密HIMITSU卑蜜）
『女系家族III 〜秘密HIMITSU卑蜜〜 THE ANIME』（じょけいかぞくスリー ひみつ ジ・アニメ）のタイトルで、2014年11月7日に蜜よりBD / DVDで発売された。
2016年現在ではダウンロード販売が各社で行われている。
スタッフ
- 原作：シルキーズ
- プロデューサー：村上恒一
- キャラクターデザイン・作画監督：すめらぎ和喜
- 演出：筧一番街
- 脚本：可動命
- 製作・発売：蜜
- 販売：株式会社ミルキーズピクチャーズ